# SAP Center
Il SAP Center, precedentemente conosciuto come HP Pavilion at San Jose, Compaq Center at San Jose e San Jose Arena è un'arena coperta situata a San Jose, in California. Ospita le partite dei San Jose Sharks della National Hockey League, dei San Jose SaberCats della Arena Football League e dei San Jose Stealth della National Lacrosse League. Inoltre si svolge qui l'annuale torneo tennistico SAP Open del circuito ATP.
La struttura ha temporaneamente ospitato anche i Golden State Warriors di NBA, e le squadre ora scomparse dei San Jose Rhinos della RHI e dei San Jose Grizzlies della CISL.

## Storia
I piani per un'arena in San Jose risalgono alla metà degli anni 1980, quando un gruppo di cittadini locali formò un gruppo dedicato a ottenere un'arena al coperto. Il gruppo ha trascorso gran parte del suo tempo spingendo i funzionari della città per costruire una tale struttura e, al tempo stesso la possibilità di vendere l'edificio per sport interessati, vale a dire NHL e NBA. Nel alla fine degli anni 1980, l'allora sindaco di San Jose Tom McEnery incontrò i cittadini e contribuì a rendere il loro sogno in realtà. La costruzione dell'arena iniziò nel 1991.
L'arena venne inaugurata nel 1993 come San Jose Arena. Dopo la vendita dei diritti di denominazione alla Compaq, il nome ufficiale diventò Compaq Center at San Jose, specificando la città dato che all'epoca esisteva già un Compaq Center a Houston. Dopo che la Hewlett-Packard acquistò la Compaq nel 2002, la società scelse come nome HP Pavilion (il nome di un modello di computer) invece dei tradizionali HP Center oppure HP Arena.
Alla fine di aprile 2007 fu annunciato che l'HP Pavilion di San Jose avrebbe beneficiato di miglioramenti all'edificio, tra cui un tabellone segna punti nuovo simile a quello del TD Banknorth Garden, sede dei Boston Bruins.
Nel giugno del 2013 la SAP acquisì i diritti di denominazione per l'impianto per le successive cinque stagioni.

## Eventi Importanti
- 18-21 gennaio 1996 - Campionati nazionali di Pattinaggio di figura
- 18 gennaio 1997 - 47th National Hockey League All-Star Game
- 18 gennaio 1998 - WWE Royal Rumble
- 19 agosto 2001 - WWE SummerSlam
- 18 agosto 2002 - ArenaBowl XVI: I San Jose SaberCats sconfissero gli Arizona Rattlers 52-14 e conquistarono il primo titolo AFL
- marzo 2007 - 2007 NCAA Men's Basketball West Regional Final: UCLA vs. Kansas
- 22 luglio 2007 - WWE Great American Bash
- 15-18 agosto 2007 - Campionati nazionali di Ginnastica